# Seraliștii
Seraliștii este un film românesc din 1982 regizat de Copel Moscu.